# Villeherviers
Villeherviers település Franciaországban, Loir-et-Cher megyében. Lakosainak száma 412 fő (2022. január 1.). Villeherviers Millançay, Langon-sur-Cher, Loreux, Romorantin-Lanthenay, Selles-Saint-Denis és Villefranche-sur-Cher községekkel határos.

## Népesség
A település népessége az elmúlt években az alábbi módon változott:
| Lakosok száma | 406  | 342  | 533  | 481  | 482  | 477  | 471  | 442  | 428  | 412  |
|               | 1968 | 1982 | 1990 | 2006 | 2013 | 2015 | 2017 | 2019 | 2020 | 2022 |